# CfA赤方偏移サーベイ
CfA赤方偏移サーベイは、宇宙の大規模構造を明らかにするために行われた世界初の赤方偏移サーベイ観測である。その名が示す通り、ハーバード・スミソニアン天体物理学センター(CfA)のマーガレット・ゲラーとジョン・ハクラらによって1977年に開始され、1982年に最初の観測が終了した 第2次CfAサーベイ(1985–95)により、多数の銀河が連なる超銀河団、いわゆるグレートウォールが1989年に発見された。超空洞(ボイド)と呼ばれる銀河の少ない領域に囲まれたこのグレートウォールの発見は、ビッグバンから現在までの間に重力によって作られ得る構造よりも大きいことから、当時の天文学者を大いに驚かせた。この発見以降、超銀河団は宇宙のインフレーションにおける量子ゆらぎによって作られたと考えられるようになっている。